# Liste der Bodendenkmäler in Marktleugast
Auf dieser Seite sind die Bodendenkmäler in dem oberfränkischen Markt Marktleugast zusammengestellt. Diese Tabelle ist eine Teilliste der Liste der Bodendenkmäler in Bayern. Grundlage ist die Bayerische Denkmalliste, die auf Basis des Bayerischen Denkmalschutzgesetzes vom 1. Oktober 1973 erstmals erstellt wurde und seither durch das Bayerische Landesamt für Denkmalpflege geführt wird. Die folgenden Angaben ersetzen nicht die rechtsverbindliche Auskunft der Denkmalschutzbehörde.

## Bodendenkmäler der Gemeinde

### Bodendenkmäler in der Gemarkung Marienweiher
| Lage                    | Objekt | Akten-Nr.     | Bild |
| ----------------------- | --- | ------------- | ---- |
| Marienweiher (Standort) | Verhüttungsplatz mit Schlackenhalden des Mittelalters und der frühen Neuzeit. | D-4-5835-0047 |      |
| Marienweiher (Standort) | Verhüttungsplatz des Mittelalters und der frühen Neuzeit. | D-4-5835-0048 |      |
| Marienweiher (Standort) | Verhüttungsplatz mit Schlackenhalden des Mittelalters und der frühen Neuzeit. | D-4-5835-0049 |      |
| Marienweiher (Standort) | Untertägige Teile der frühneuzeitlichen Wallfahrtskirche Mariä Heimsuchung und des frühneuzeitlichen Franziskanerklosters in Marienweiher, Fundamente mittelalterlicher Vorgängerbauten der Kirche und des Klosters sowie Körpergräber des Mittelalters und der Neuzeit. Siehe auch: Basilika Marienweiher, Marienweiher | D-4-5835-0083 |      |

### Bodendenkmäler in der Gemarkung Marktleugast
| Lage                                          | Objekt | Akten-Nr.     | Bild |
| --------------------------------------------- | --- | ------------- | ---- |
| Marktleugast Sankt-Antonius-Weg 29 (Standort) | Untertägige Teile der frühneuzeitlichen St. Bartholomäus Kirche in Marktleugast, Fundamente eines Vorgängerbaus und Körpergräber der frühen Neuzeit sowie vermutlich Fundamente eines abgegangenen Adelssitzes des Mittelalters und der Neuzeit. Siehe auch: neuzeit, Körpergrab, Mittelalter | D-4-5835-0002 |      |